# Magyar AC
Magyar Athletikai Club (Magyar AC, MAC) – węgierski klub piłkarski z siedzibą w Budapeszcie.

## Historia

### Chronologia nazw
- 1875: Magyar Athletikai Club
- 1988: Magyar Athletikai Club
- 1993: MAC Népstadion SE
- 2011: Magyar Athletikai Club

## Osiągnięcia
- W lidze: 1903–15, 1916/17–1922/23